# Katharina Hofmann

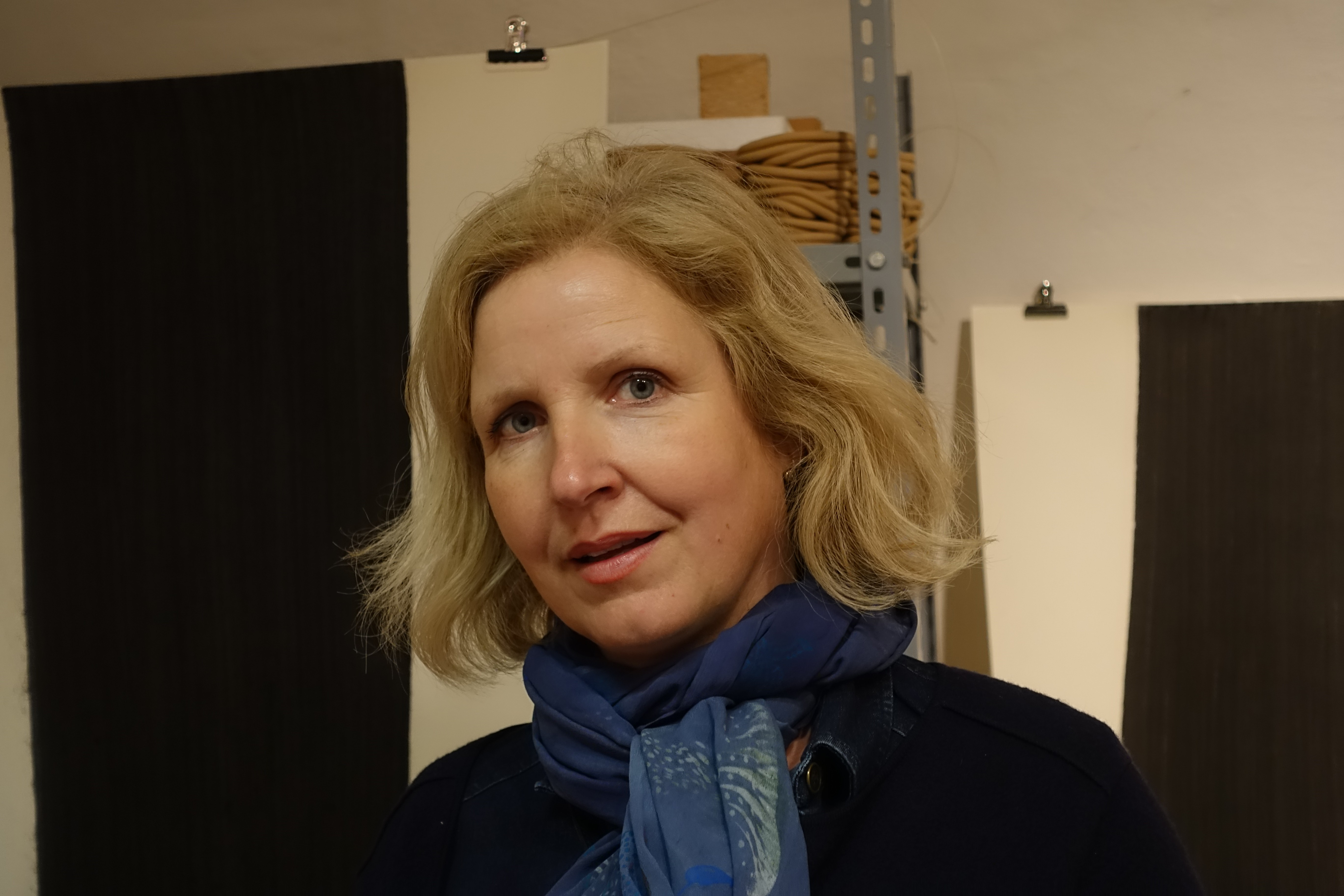
Katharina Hofmann 2017

Katharina Hofmann (* 1970 in Erlangen) ist eine deutsch-österreichische Schauspielerin.

## Leben und Wirken
Nach der Matura machte Katharina Hofmann ihre Schauspielausbildung von 1990 bis 1994 an der Folkwang-Hochschule in Essen. Ihr erstes Engagement hatte sie am Staatstheater Darmstadt, wo sie unter anderem die Polly in der Dreigroschenoper von Bertolt Brecht, die Adele in Haus von Lorca von Bernarda Alba, die Marie in Woyzeck von Georg Büchner und die Mascha in Die Möve von Anton Pawlowitsch Tschechow spielte. Auch als Sängerin und Pianistin stand sie auf der Bühne. Von 2001 bis 2002 arbeitete sie am Landestheater Linz. Danach ging sie als freie Schauspielerin nach Berlin. Sie spielte Theaterrollen in Münster, in Essen, am Schauspielhaus Leipzig, am  Württembergischen Staatstheater Stuttgart, an der Vagantenbühne Berlin und am Neumarkttheater in Zürich.
2007 kehrte Katharina Hofmann nach Linz zurück und ist seither fixes Ensemblemitglied des Landestheaters. 2011 wurde sie in der Kategorie Publikumsliebling zum Nestroy-Theaterpreis  nominiert.
Katharina Hofmann tritt auch als Sängerin auf, nimmt an Lesungen teil und arbeitet als Moderatorin.
Sie lebt mit dem Schauspieler Sebastian Hufschmidt in Linz. Das Paar hat zwei Kinder.

## Theaterrollen (Auswahl)
- Wang in Der gute Mensch von Sezuan von Bertolt Brecht
- Veta Louise Simmons in Mein Freund Harvey von Mary Chase
- Emmi Rothner in Gut gegen Nordwind von Daniel Glattauer
- Emmi Rothner in Alle sieben Wellen von Daniel Glattauer
- Die Dame in Die Regeln der Lebenskunst in der modernen Gesellschaft von Jean-Luc Lagarce
- Béline in Der eingebildete Kranke von Molière
- Kauffrau in Angst essen Seele auf von Rainer Werner Fassbinder[3]
- Nawal in Verbrennungen von Wajdi Mouawad[4]
- Ausrufer in Die Verfolgung und Ermordung Jean Paul Marats von Peter Weiss[5]
- Meine Großmutter in Immer noch Sturm von Peter Handke[6]
- Jedermanns Mutter in jedermann (stirbt) von Ferdinand Schmalz[7]
- Walter in Der zerbrochne Krug von Heinrich von Kleist[8]
- Valerie in Geschichten aus dem Wiener Wald von Ödön von Horváth[9]
- Amalie Schöller in Pension Schöller von Wilhelm Jacoby und Carl Laufs[10]
- Schifahrerin in Schnee Weiß (Die Erfindung der alten Leier) von Elfriede Jelinek[11]
- Mutter Courage in Mutter Courage und ihre Kinder von Bertolt Brecht[12]
- Frau F. in Über die Notwendigkeit, dass ein See verschwindet von Anna Neata

## Hörspiele (Auswahl)
- 2020: Hannes Becker, Nina Bussmann, Dmitrij Gawrisch, Maren Kames, Thomas Köck, Julia Kandzora, Judith Keller, Joël László, Jan Schomburg, Kevin Rittberger, Gerhild Steinbuch, Lena Vöcklinghaus: Mein hohles Herz singt Lieder der Versammlung. Eine Collage entstanden zur Zeit des körperlichen Abstands – Regie: Henri Hüster (Ars acustica – Deutschlandradio)[13]